# Кибертрон
Кибертрон (англ. Cybertron) — планета, являющаяся родиной трансформеров.
Кибертрон является альт-формой Праймуса — бога-создателя трансформеров, и тоже может трансформироваться, превращаясь в гигантского робота размером с планету.

Механическая планета Кибертрон из мультсериала The Transformers (1984)

## Обзор
Располагается в звёздной системе Альфы Центавра. Состоит целиком из металлических руд разного физического свойства и энергон. Значительно больше луны, но меньше Земли.
В фильме Трансформеры: Последний рыцарь Кибертрон, пропахав Луну, стыкуется с Землёй, из-за чего на ней начинаются повсеместные разрушения.

## Кибертронцы
Население Кибертрона составляют Трансформеры или кибертронцы, могучие роботы, умеющие превращаться в различные транспортные средства и другую технику. В незапамятные времена они были рабами Квинтессонов, но затем восстали против своих жестоких хозяев и изгнали их с Кибертрона. Впоследствии трансформеры разделились на две могущественные враждующие фракции — миролюбивых автоботов и жестоких десептиконов, которые вступили в войну за владычество над планетой и её источниками энергии.
Кроме десептиконов и автоботов, на планете обитала раса маленьких (ростом с человеческого ребёнка), но очень одарённых и трудолюбивых роботов — мини-конов, которых каждая из воюющих группировок стремилась взять под свой контроль. Желая сохранить свободу и не быть использованными в качестве оружия, мини-коны покинули Кибертрон и вернулись только после прекращения войны.
Когда в результате многолетних войн богатые энергоресурсы планеты сократились до критических величин, часть оставшихся на Кибертроне трансформеров обеих фракций развила в себе способность потреблять органические соединения и эволюционировала в техно-органические существа (животных и растения). Так появились максималы и предаконы. Получение доступа к новым, сравнительно слабым, но зато многочисленным и способным самостоятельно возобновляться источникам энергии ослабило конкуренцию между трансформерами и дало возможность, наконец, достичь мира между фракциями.
Однако трансформеры — не единственные жители планеты: вдали от цивилизации, в глухих и малоизученных районах Кибертрона с незапамятных времён скрываются таинственные расы аборигенов, полуразумных, но умеющих трансформироваться, чрезвычайно сильные и опасные — Пустынные охотники (родичи Скорпонока), инсектиконы и предаконы. В одном из мультсериалов появляются доисторические жители Кибертрона, находящиеся глубоко под поверхностью.

## Характеристики планеты
Кибертрон в кислородной капсуле, которая близка по составу к земной (хотя трансформеры в принципе не нуждаются в кислороде для дыхания, люди могут находиться на Кибертроне без скафандра). Есть сведения о наличии атмосферных осадков (дождя).
В далёком прошлом (не менее 7 миллионов лет назад) на Кибертроне были реки, причём достаточно мощные для того, чтобы сооружать на них гидроэлектростанции. В настоящее время ни рек, ни морей, по-видимому, нет, зато есть масляные озёра, и даже болота. Значительная часть планеты покрыта пустынями; одна из них так велика, что её стали называть «Морем Ржавчины».
Звезда, вокруг которой обращается Кибертрон, не установлена. Период обращения неизвестен. Данные о смене времён года отсутствуют. Освещённость поверхности планеты слабая, видимое небо всегда тёмное; на этом основании можно предположить, что Кибертрон находится на очень значительном удалении от своего «солнца». Сила тяжести такая же, как и на Земле (во всяком случае, ни трансформеры на Земле, ни люди на Кибертроне не испытывают проблем в этом отношении).
У планеты есть два больших спутника, также металлических, но лишённых атмосферы и практически необитаемых. (Согласно версии мультсериала «Трансформеры: Армада», одним из спутников Кибертрона являлся замаскированный и дезактивированный Юникрон). К 2005 году автоботы, готовясь отвоевать Кибертрон у десептиконов, превратили эти спутники в свои опорные базы и разместили на них свой штаб, а также заводы по производству оружия и боеприпасов, однако оба они были поглощены Юникроном.
Во вселенной фильмов М. Бэя Кибертрон является более непригодным для жизни.
В Прайме Кибертрон имел, по словам персонажей, более благоприятные условия для существования людей и кибертронцев, но сам по себе, в результате многовековых войн, Кибертрон стал мёртвой планетой, один из его спутников в результате этой войны взорвался и стал полупоясом из астероидов. Так же неизвестно, была ли на Кибертроне органическая жизнь или же одни лишь предаконы.

## Полезные ископаемые
На Кибертроне имеются богатые месторождения различных металлов, в большинстве своём аналогичных земным, за исключением кибертрония. О происхождении и физико-химических свойствах и характеристиках данного металла сведений нет — известно только, что он жизненно важен для трансформеров: без него они теряют способность контролировать свои действия и слабеют. Руда кибертрония имеет вид зеленоватых кристаллов, испускающих слабое свечение (вероятно, вследствие радиоактивности). Залегает глубоко под поверхностью планеты и добывается в шахтах.
Изначально богатая энергетическими ресурсами, за время войны планета настолько истощилась, что многие её жители были вынуждены искать энергию в других местах — в частности, на Земле. Этот период получил название Великого Упадка Кибертрона.

## Флора и фауна
По имеющимся сведениям, на Кибертроне существует своеобразная робо-фауна: водятся механические птицы, рыбы, и другие живые существа. Некоторые из них отнюдь не безопасны: например, в компьютерном центре живут летучие мыши, пиявки, питающиеся энергией, и странные, покрытые шипами крысо-ящеры, зубы которых могут прокусить корпус трансформера. Однако, помимо механических, на планете обитают (или, по крайней мере, обитали в прошлом) и органические формы жизни, внешне похожие на земные. 
 В бытность свою на Кибертроне Квинтессоны одно время ставили эксперименты по созданию технорганических живых существ, но в дальнейшем отказались от своей затеи, поскольку «трансорганоиды» получились слишком опасными и непредсказуемыми в своих действиях. Почти все «трансорганоиды» были умерщвлены, и лишь несколько экземпляров осталось в живых и было замуровано в недрах Кибертрона. Однако в 2006 году самый ужасный из них — гигантский энергетический вампир, известный как «Обитатель» — был выпущен на волю, и автоботам лишь с огромным трудом удалось от него избавиться
В сериале Прайм существуют так же Скраплеты — что-то вроде местных хищников, эти существа маленькие, и покажутся сперва милыми, но сами Скраплеты кровожадные маленькие чудовища, жадно поедающие металл, по утверждению Балкхэда, «не оставляют даже фар». Также доисторические — Предаконы, чьё ДНК Шоквейв использовал для клонирования и отправки на Землю для охраны местных залежей энергона.
В фильмах существует Дриллер — огромный червеподобный монстр, что роет огромные и очень запутанные туннели. Принадлежит Шоквейву и выполняет его команды.

## Рельеф Кибертрона
Кибертрон является полностью металлическим, от полюсов до экватора. При взгляде из космоса планета кажется как бы «обгрызанной»; её поверхность неровная, значительная её часть покрыта горами и ущельями, но неясно, являются ли эти формы рельефа естественными или возникли в результате разрушений, причинённых многолетними войнами. Под видимой частью поверхности — громоздкая и запутанная система механизмов и туннелей, ведущих вглубь планеты. В них нетрудно заблудиться даже трансформеру; лишь очень немногие знают, как пройти к Сигма Компьютеру — главному компьютеру Кибертрона, и только единицы осведомлены о том, что 12-ю этажами ниже Сигма Компьютера находится камера с плазменной энергией.

## Города
Территория Кибертрона была традиционно разбита на большие самоуправляющиеся города-государства. Значительными центрами были города Ка́он (впоследствии ставший столицей десептиконов), Колькулар (цитадель Мегатрона), Тарн (город-резиденция Шоквейва), Вос (город сикеров) и Кибертитан, так же Никель, Гелекс, Тайгер Пакс (возможная родина Ориона Пакса/Оптимуса Прайма), и был самый прекрасный и культурный центр Кибертрона — город искусств Симфур, но прекратил существовать промышленный центр Технагар. Самым красивым считался Кристаллический город (позднее разрушенный Конструктиконами). Кристаллический город долгое время хранил множество тайн, включая самую страшную — глубоко под ним был, в специальном хранилище, замурован артефакт чудовищной силы, Тёмная Искра. В одном из мультсериалов был показан ещё один город на Кибертроне, где являлся самый мощный и сильный трансформер. Его силы равняются с ещё одним гигантским трансформером, но слабее Квинтессонов (Старскрим, ставший судьей, уничтожил гиганта, взорвав его голову).
Мини-коны жили (до их бегства с Кибертрона) в отдельных посёлках. Но в комиксах Dreamwave встречаются упоминания о Кибер-сити — городе мини-конов.
Во время войн большинство городов было уничтожено или просто заброшено, ввиду того, что основная масса жителей Кибертрона либо погибла в боях, либо переселилась на другие планеты (например, на Антиллу, Парадрон и Мастер). После окончания боевых действий часть беженцев вернулась на Кибертрон, где для их расселения был отведён особый район.

### Комментарии
1. ↑  Согласно версии мультсериала «Transformers: The Headmasters», в 2011 году была уничтожена в результате диверсии, организованной десептиконами по приказу Скорпонока; согласно всем прочим версиям, существует до сих пор.
2. ↑  В противном случае его не удалось бы транспортировать на орбиту Земли (см.:Окончательное уничтожение (Часть 1). Трансформеры. Season 1. Episode 11.
3. ↑  Хотя в фильме «Трансформеры 3: Тёмная сторона Луны» Кибертрон на вид кажется более крупной планетой чем Земля, это, вероятно, всего лишь обман зрения
4. ↑  Пять ликов тьмы (Часть 4). Трансформеры. Season 3. Episode 69.
5. ↑  Первое знакомство. Армада. Season 1. Episode 1.
6. 1 2  Разделяй и властвуй. Трансформеры. Season 1. Episode 6.
7. ↑  На заре войны. Трансформеры. Season 2. Episode 59.
8. ↑  Ядро. Трансформеры. Season 2. Episode 28.
9. ↑  Повестка дня (часть 1). Звериные Войны. Season 2. Episode 37.; см.также «Трансформеры (мультфильм, 1986)»
10. ↑  «Трансформеры (мультфильм, 1986)»
11. ↑  В последующих сериалах, однако, оба спутника находятся там, где им и положено находиться — на орбите Кибертрона.
12. ↑  Согласно комиксам IDW, у Кибертрона имеются и искусственные спутники; один из них, известный как Кимиа, в своё время был военной лабораторией, где проводились строго засекреченные эксперименты по созданию новых видов оружия.
13. ↑  Дезертирство Диноботов (Часть 1). Трансформеры. Season 2. Episode 37.
14. ↑  Дезертирство Диноботов (Часть 2). Трансформеры. Season 2. Episode 38.
15. ↑  Новый мозг Смельчака. Трансформеры. Season 3. Episode 91.
16. ↑  Кризис на Кибертроне (Часть 2). Headmasters. Episode 10.
17. ↑  Рождение нового лидера. Headmasters. Episode 3.
18. ↑  Выживший. Зверороботы. Season 1. Episode 10.
19. ↑  Обитатель недр. Трансформеры. Season 3. Episode 87.
20. ↑  Возрождение (Часть 1). Трансформеры. Season 4. Episode 96.
21. ↑  Sick Mind. Прайм. Season 1. Episode 13.
22. ↑  Тайна Омегатора. Трансформеры. Season 2. Episode 46.
23. ↑  Transformers: Rise of the Dark Spark
24. ↑  Космическая ржавчина. Трансформеры. Season 2. Episode 61.
25. ↑  Сражайтесь или бегите. Трансформеры. Season 3. Episode 80.
26. ↑  История планеты Мастер. Headmasters. Episode 2.